# Гобсек (фильм, 1987)
«Гобсе́к» — советский драматический художественный фильм по одноимённой повести Оноре де Бальзака, поставленный режиссёром Александром Орловым в 1987 году на киностудии «Молдова-фильм».

## Сюжет
Гобсек — самый богатый и самый скряжистый ростовщик Парижа. Графиня Анастази де Ресто, ради спасения от долговой ямы своего любовника Максима, закладывает Гобсеку фамильные бриллианты своего мужа. Этим необдуманным поступком она раскрывает перед супругом свою любовную связь. Граф де Ресто пытается вернуть заклад. Стряпчий Дервиль мирно решает вопрос, а Гобсек советует графу передать надёжному другу всё своё имущество путём фиктивной продажной сделки — это единственный способ спасти от разорения хотя бы детей. Граф принимает совет и начинает с помощью Дервиля осуществлять эту операцию. Но он не успевает передать документ, обеспечивающий детей, Дервилю и смертельно заболевает. Графиня с помощью слуг сторожит его и не дает передать Дервилю бумаги. Когда граф умирает, она сжигает их, из-за чего остается без единого су: все переходит Гобсеку. Несколько лет графиня и ее дети живут в бедности. Фильм оканчивается смертью Гобсека. Финальная сцена: Дервиль, осматривая богатства Гобсека, переносится в Париж наших дней, где среди автомобилей и бистро встречает двойников Гобсека и других героев книги, в том числе самого себя, однако потом возвращается в свое время.
Отличие от книги: отсутствует обрамляющий рассказ в салоне виконтессы де Гранлье, нет линии с потенциальной женитьбой юного Эрнеста на дочери виконтессы, не озвучивается, что Дервиль вернёт ему состояние.

## В ролях
- Владимир Татосов — Гобсек
- Сергей Бехтерев — Дервиль
- Борис Плотников — граф де Ресто
- Алла Будницкая — Анастази
- Игорь Костолевский — Максим де Трай
- Зарифа Бритаева — привратница
- Георгий Тейх — инвалид
- Константин Богомолов — Эрнест
- Ефим Лазарев — Морис
- Г. Рошка — горничная
- В эпизодах: В. Каланча, Е. Васильева, Н. Харин, Г. Продан, В. Хохотов, К. Кеян, Денис Порван, Таня Аксюк

## Съёмочная группа
- Авторы сценария: Георгий Капралов, Александр Орлов
- Режиссёр-постановщик: Александр Орлов
- Оператор-постановщик: Валентин Белоногов
- Композитор: Эдуард Артемьев
- Художник-постановщик: Станислав Булгаков